# Nahida ecuadorica
Nahida ecuadorica är en fjärilsart som beskrevs av Embrik Strand 1911. Nahida ecuadorica ingår i släktet Nahida och familjen Riodinidae. Inga underarter finns listade i Catalogue of Life.